# كلو كسينجيري
كلو كسينجيري (بالإنجليزية: Chloe Csengery)‏ ممثلة أمريكية ولدت في 7 يوليو 2000 في تكساس، الولايات المتحدة الأمريكية بدأت مشوارها الفني عام 2011 .

## روابط خارجية
- كلو كسينجيري على موقع IMDb (الإنجليزية)
- كلو كسينجيري على موقع ألو سيني (الفرنسية)
- كلو كسينجيري على موقع أول موفي (الإنجليزية)
- كلو كسينجيري على موقع قاعدة بيانات الأفلام السويدية (السويدية)
- كلو كسينجيري على موقع قاعدة بيانات الفيلم (الإنجليزية)
- كلو كسينجيري على موقع كينوبويسك (الروسية)